# Wilfried (Sänger)

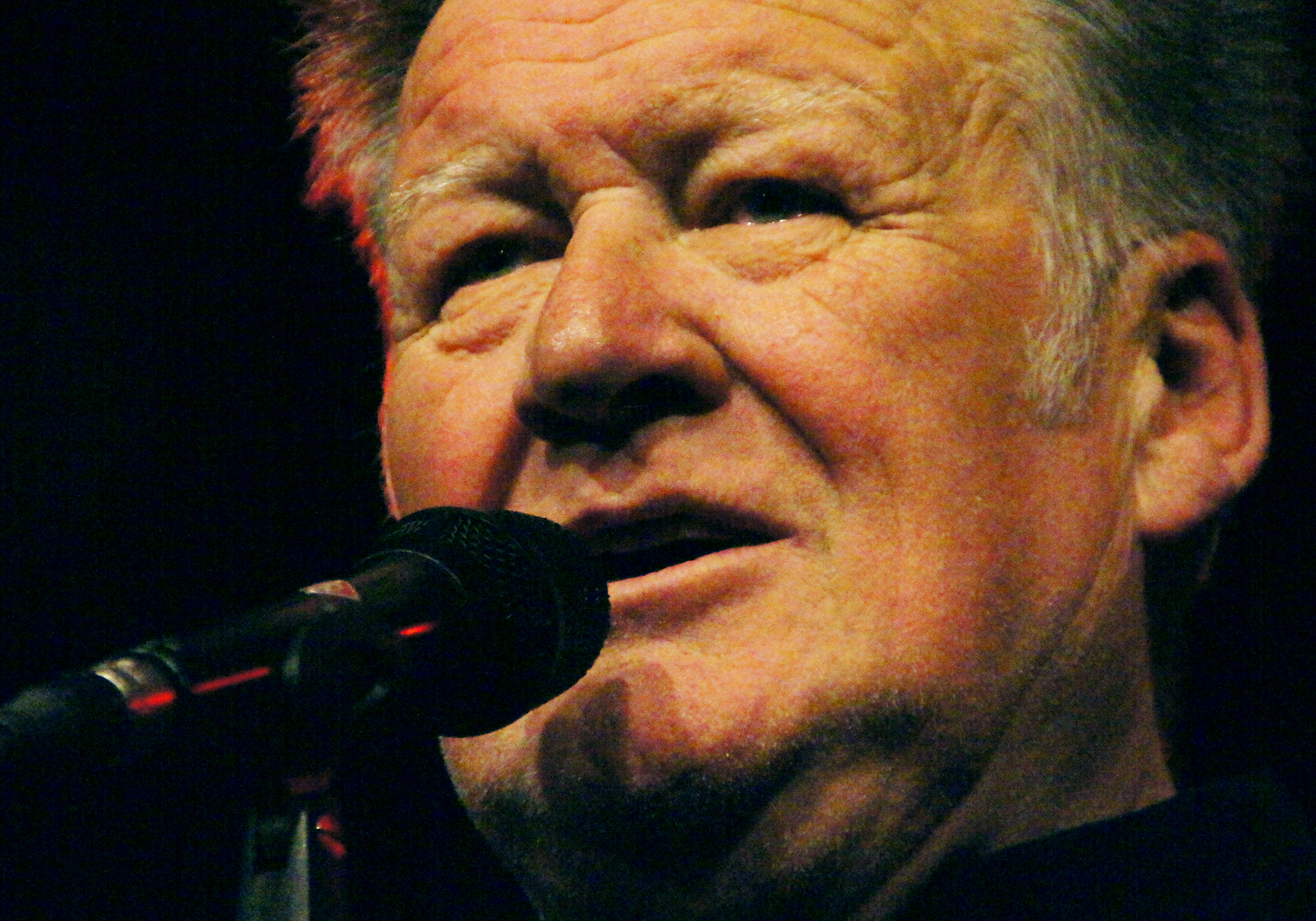
Wilfried (2013)

Wilfried, eigentlich Wilfried Scheutz (* 24. Juni 1950 in Goisern, Oberösterreich; † 16. Juli 2017 in Lilienfeld, Niederösterreich), war ein österreichischer Sänger, Songwriter und Schauspieler.

## Karriere
Seine Schulzeit verbrachte er in Bad Goisern und Gmunden unter anderem als Klassenkamerad von Jörg Haider. Als in den 60ern Rockmusik die Welt eroberte, gründete er mit 14 Jahren seine erste Band The Provos. Mit 19 Jahren ging er nach Graz, um zu studieren. Wenig später begann seine musikalische Karriere. Zuerst spielte er als Bassist bei Moses, sang er auf Sad Song/Mexican Dessert, der letzten Single der Grazer Hardrock-Gruppe Hide & Seek. Danach folgte noch ein kurzes Gastspiel bei der französischen Rockgruppe Escape. 1972 qualifizierte er sich für die „Show-Chance 1972“ durch die Vorentscheidung in Bruck an der Mur. Dort sang er seinen Song Come Brother, der erst 2008 auf seiner CD BuchstabenBlues veröffentlicht wurde. 1973 veröffentlichte er Ziwui Ziwui, eine rockige Neuinterpretation eines Innsbrucker Vogelfängerliedes. Durch diesen Titel, wie auch unter anderem seine Hardrockversion des Kufsteinliedes, gilt er als früher Wegbereiter der Neuen Volksmusik. Sein musikalisches Schaffen umfasst allerdings auch zahlreiche andere Genres, von Blues über Rock bis zu eigenwilligen Popsongs wie Orange und Highdelbeeren. Seine größten Erfolge, zu denen auch Lauf Hase, lauf zählt, feierte er in den 1970er- und 1980er-Jahren, was ihn zu einem der bekanntesten Vertreter des Austropops machte, von dem er sagte:

„Dieser Begriff ist in Wahrheit nur irgendeine Schublade. Der Unterschied zwischen mir und Ambros, zwischen Hubert und Danzer ist doch so groß wie zwischen Lauffen und Kentucky.“

1974 war er mit der Crazy Baby Band unterwegs, die sich nach seiner ersten Platte Crazy Baby benannte. Während dieser Tour bekam Wilfried große Probleme mit seiner Stimme, die ihn einige Zeit außer Gefecht setzten. Von 1978 bis Mitte 1979 war Wilfried Sänger der Ersten Allgemeinen Verunsicherung (EAV). Er ist auf dem Debütalbum 1. Allgemeine Verunsicherung zu hören und war mit der Band auch auf Tour. Da die EAV seinerzeit keinen eigenen Plattenvertrag hatte, wurde das Album über seinen Plattenvertrag bei EMI veröffentlicht. Umgekehrt wurden einige seiner Lieder von Thomas Spitzer von der EAV getextet. Eine Topplatzierung in den Hitparaden erreichte er Mitte der 1980er Jahre mit seinem Lied Südwind. Einen seiner größten kommerziellen Erfolge feierte er 1987 mit Album und Single-Auskopplung Ikarus, das drei Monate in den österreichischen Charts gelistet war, mit Platz 6 als Höchstplatzierung. Wilfried hatte keinen Nummer-eins-Hit, aber zahlreiche Top-Platzierungen in den österreichischen Charts. Er war einer der vielseitigsten Musiker, spielend zwischen Stilen wechselnd. Große Hits waren Mary, Oh Mary (1973) auf Platz 3, Ziwui, Ziwui (1974) auf Platz 6 oder Lass mi bei dir sei (1984) auf Platz 12.
1988 vertrat er Österreich mit Lisa Mona Lisa beim Grand Prix Eurovision de la Chanson; mit 0 Punkten belegte er den letzten Platz aller 21 Teilnehmer. Wilfried gab an, dass die politische Lage (die Waldheimaffäre von 1987 war noch frisch im Gedächtnis) das Abschneiden der österreichischen Delegation in Dublin beeinflusst hätte („anspucken“ hinter der Bühne, „ausweichen“ von anderen wenn „die Österreicher“ kamen). Der Musikakt wurde, laut Wilfrieds Einschätzung, de facto politisch und nicht musikalisch bewertet, was nicht entschuldigend gemeint war, da er zu seiner Erfahrung stand. Nebenbei betätigte er sich immer wieder als Schauspieler in Theater und Film. So spielte er Anfang der 1990er Jahre in der Fernsehserie Die Leute von St. Benedikt die Rolle des Walter Lehner und war Sprecher in Werbespots (z. B. 1987 „Der Unterschied ist Köck“).
1991 holte ihn Felix Dvorak zu seinen Berndorf-Festspielen, wo er, neben Hans Holt und Daniela Markus, in der Titelrolle von Molnárs Liliom reüssierte. Es folgten viele Auftritte als Schauspieler unter der Regie von Elfriede Ott bei den Maria Enzersdorfer Festspielen.
1996 gründete er die A-cappella-Gruppe 4Xang. Im Frühsommer 2000 startete er gemeinsam mit 4Xang die Jubel, Trubel, Heiserkeit-Tour anlässlich seines 50. Geburtstages. Premiere war traditionellerweise im K. u. K. Hofbeisl in Bad Ischl, da er dort seine ersten musikalischen Gehversuche als Künstler absolviert hatte. 2010, nach 14 Jahren und ca. 1.500 Auftritten im gesamten deutschsprachigen Raum, löste sich die Gruppe 4Xang auf. Das letzte Konzert der Jubel, Trubel, Heiserkeit-Tour wurde anlässlich seines 60. Geburtstages, am 26. Juni 2010 im Pressbaumer Center gegeben.
Wilfried nannte sich nun Wilfried Scheutz und trat als Duo wahlweise mit Orges Toçe (Gitarre) oder Heinz Jiras (Keyboard) mit den Programmen WillBlues bzw. BuchstabenBlues auf.

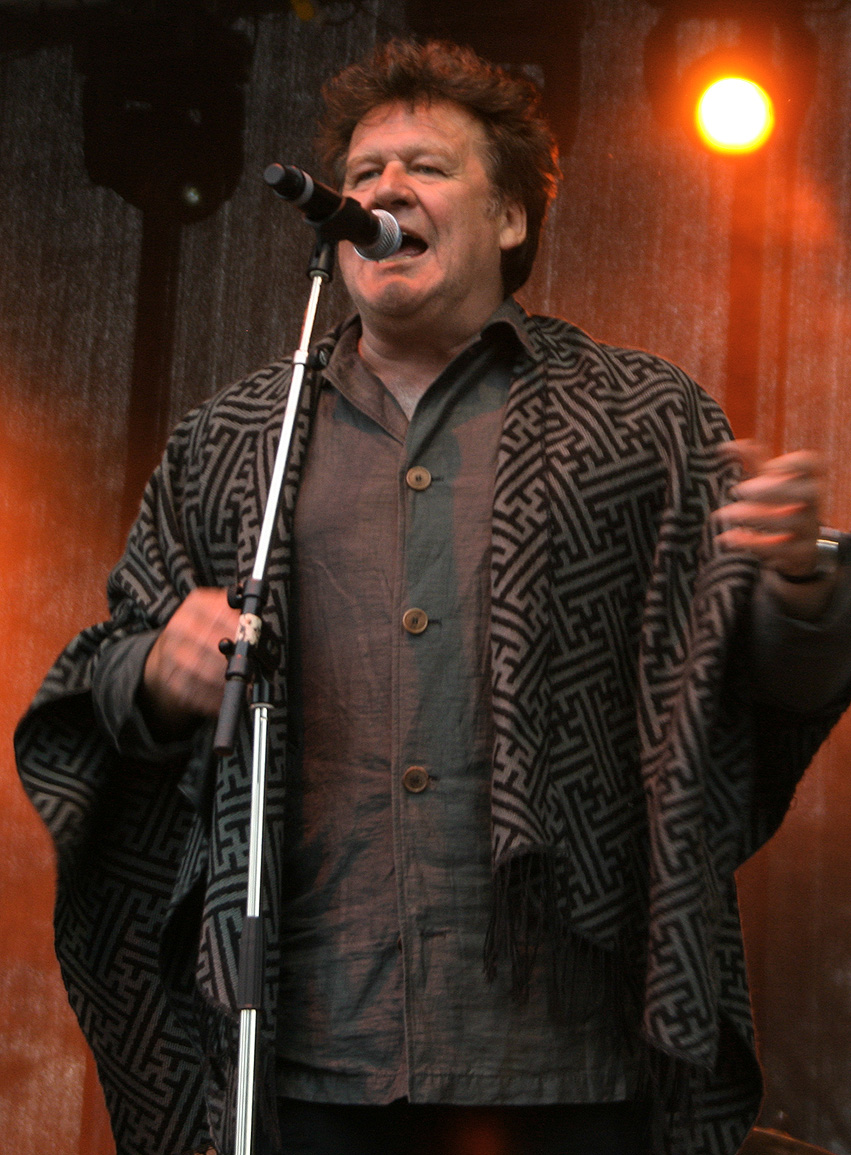
Wilfried (2008)

2008 erschien sein erstes Buch BuchstabenBlues, in dem er Kurzgeschichten, Gedichte und Lebensweisheiten zusammenfasst, die von einer Foto-Lebensgeschichte begleitet werden.
2009 gründete er mit Hanibal Scheutz (Kontrabass), Gerd Schuller (Keyboard) und Gerald Schuller (Schlagzeug) die Jazzformation „Fathers’n’Sons“ und eröffnete mit seiner Frau die Gaststätte „Vereinsmeierei“.
Anfang 2011 stellte er mit seinem Sohn Hanibal Scheutz eine neue Rockband zusammen, die „Neue Band“, in der auch Orges Toçe (Gitarre), Heinz Jiras (Keyboard), Carlos Barreto-Nespoli (Bass) und Christian Eberle (Schlagzeug) mitwirken. Die Band spielt Hits von Wilfried Scheutz, die von Hanibal Scheutz neu arrangiert und der Neuen Band interpretiert wurden. Der erste Auftritt fand beim Grazer Stadtfest im Juni 2011 statt.
2011 setzte er seine Schauspielkarriere fort; in Der Watzmann ruft! übernahm er die Ambros-Rolle des Erzählers.
Ende November 2012 erschien sein Comeback-Album Tralalala, das mit der Formation „Neue Band“ aufgenommen wurde. Gleichzeitig erschien beim gleichen Label auch die Kompilation Best of 1974–1992.
Im August 2016 spielte er die Hauptfigur ‚Chuck‘ in Tankstelle der Verdammten von Georg Ringsgwandl in der Fassung von Thomas Maurer im Stadtsaal in Wien. Im Juni 2017 erschien ein neues Studio-Album mit dem Titel Gut Lack. Gleichzeitig wurde auch bekannt, dass er für das Musical Liebe Hoch 16 die Texte geschrieben hatte.
Am 16. Juli 2017 starb Wilfried im Alter von 67 Jahren an den Folgen einer Krebserkrankung.
Im Rahmen der Amadeus-Verleihung 2018 wurde er posthum für das Lebenswerk geehrt.

## Diskografie

### Alben
| Jahr | Titel                           | Anmerkungen                                  |
| ---- | ------------------------------- | -------------------------------------------- |
| 1974 | The Crazy Baby                  | Interpret: Wilfried Scheutz                  |
| 1974 | Wilfried                        | Sammlung von Singles, später als „Poptakes“  |
| 1979 | Nights in the City              |                                              |
| 1980 | Make Up                         |                                              |
| 1981 | Ganz Normal                     |                                              |
| 1982 | Wunschkonzert                   |                                              |
| 1983 | Ja                              |                                              |
| 1984 | Sehr sehr arg                   |                                              |
| 1985 | Ganz oder gar net               |                                              |
| 1986 | Nachts in der City – live       | Livealbum                                    |
| 1987 | Leicht                          |                                              |
| 1988 | Feuer auf dem Dach              |                                              |
| 1990 | Berg und Tal                    |                                              |
| 1992 | Gemma!                          |                                              |
| 1994 | Katerfrühstück (feat. Wilfried) |                                              |
| 2008 | Buchstaben-Blues                |                                              |
| 2012 | Tralalala                       | 2-CD Special Edition inkl. Best of 1974–1992 |
| 2013 | Wieder da! Das Live-Album       | Livealbum                                    |
| 2017 | Gut Lack                        |                                              |

### Kompilationen
| Jahr | Titel                                       | Anmerkungen                                                |
| ---- | ------------------------------------------- | ---------------------------------------------------------- |
| 1983 | Bist du narrisch: Die Hits 1973–1983        |                                                            |
| 1983 | Orange (Best-of)                            |                                                            |
| 1984 | Udo Huber präsentiert: Wilfried’s Grosse 10 |                                                            |
| 1989 | Poptakes                                    | Neu-VÖ der LP Wilfried mit Bonustracks                     |
| 1990 | Der weiche Kern                             |                                                            |
| 1997 | Die größten Hits aus 20 Jahren              |                                                            |
| 1998 | Master Series                               |                                                            |
| 2000 | … und immer wieder geht die Sunn auf        | mit 2 neuen Songs, u. a. International                     |
| 2007 | Best of Wilfried                            | 2-CD mit dem unveröffentlichten Song Sole mio (i schnoi o) |
| 2011 | Das Beste von Wilfried                      |                                                            |
| 2012 | Best of 1974–1992                           | CD 2 der Tralalala Special Edition                         |
| 2013 | The Best of Wilfried                        | Krone-Edition Austropop                                    |
| 2015 | Austropop-Legenden                          |                                                            |

### Singles
| Jahr | Titel                                                        | Anmerkungen                                                              |
| ---- | ------------------------------------------------------------ | ------------------------------------------------------------------------ |
| 1973 | Mary, oh Mary                                                | c/w Rock-Medley                                                          |
| 1973 | Woodpecker’s Music                                           | c/w Let Me Swing                                                         |
| 1973 | Ziwui, Ziwui                                                 | c/w Do Not                                                               |
| 1974 | ’s Katherl                                                   | c/w Mein Vatern sein Häuserl                                             |
| 1974 | Go, Go, Go                                                   | c/w Oh Lord; Interpret: Wilfried Scheutz                                 |
| 1975 | Country Blues                                                | c/w Momma, Momma                                                         |
| 1976 | Neonliacht Maria                                             | c/w Luise                                                                |
| 1976 | Dobermann                                                    | c/w Schmäh-Symphonie; Interpret: Wilfried und das Wiener Schmähorchester |
| 1976 | Teifi eini – Tiefi aussi                                     | c/w Raspa Rock                                                           |
| 1977 | Tanz, Franz!                                                 | c/w Magdalena                                                            |
| 1978 | Hey Big Brother                                              | c/w Yodel Funk                                                           |
| 1978 | Nights in the City                                           | c/w Lucy                                                                 |
| 1978 | Johnny’s Discothek                                           | c/w Singin’ My Own Song                                                  |
| 1978 | Hans „Puschi“ Pusch* / Karl „Mundl“ Merkatz* Tango Argentina | c/w Wilfried – Every 1's A Winner                                        |
| 1979 | In the Middle of the Night                                   | c/w Fire Walk                                                            |
| 1980 | I’ve Got to Have a Reggae on My LP                           | c/w Right Mood                                                           |
| 1980 | Telephone Terror                                             | c/w Incognito                                                            |
| 1980 | I’m In                                                       | c/w I’ll Get Over You                                                    |
| 1981 | Highdelbeeren                                                | c/w Sie, sie leider                                                      |
| 1981 | Buhuhuhu hu                                                  | c/w Never Trust No One Over 30; c/w Meilenweit                           |
| 1981 | Ich hab’ zuviel Power                                        | c/w Pink Punk                                                            |
| 1981 | Keiner liebt dich                                            | c/w Das Kufsteinlied                                                     |
| 1982 | Orange                                                       | c/w 08/15 – Lass die Arschbacken locker                                  |
| 1983 | Lass mi bei dir sein                                         | c/w ABC–XYZ                                                              |
| 1983 | Mir san alle froh (Alles leiwand)                            | c/w Die Hochzeit                                                         |
| 1984 | I Like Donnerstag                                            | c/w Bruch-Tanz                                                           |
| 1984 | Weit, so weit                                                | c/w Schluß                                                               |
| 1984 | Wudu                                                         | c/w Bella Parola                                                         |
| 1985 | Südwind                                                      | c/w Mei Kopf is a Kassettn                                               |
| 1985 | Masqumje                                                     | c/w Whisky pur                                                           |
| 1985 | Nix hat Nagel                                                | c/w Erwachsen wie ein Kind                                               |
| 1986 | Nachts in der City                                           | c/w Nachts in der City Teil 2                                            |
| 1986 | Morgenstern                                                  | c/w Der Rock and Roll kommt aus dem Radio                                |
| 1987 | Ikarus                                                       | c/w Orange (live)                                                        |
| 1987 | Leicht                                                       | c/w Leicht (Instrumental)                                                |
| 1988 | Lisa Mona Lisa                                               | c/w Lisa Mona Lisa (franz. Originalaufnahme)                             |
| 1988 | Gratuliere Österreich                                        | c/w Der Blues hat mi                                                     |
| 1988 | Nur noch mit dir                                             | c/w Mein Wort                                                            |
| 1989 | Musique, mon amour                                           | c/w Feuer auf dem Dach                                                   |
| 1990 | Ebensee                                                      | c/w Sehr gut                                                             |
| 1990 | Sag warum                                                    | c/w ’s Geld is’ weg                                                      |
| 1993 | Ziwui ’93                                                    | c/w Sehr gut                                                             |

### Gastbeiträge/Lyrics
- 1971: Hide & Seek – Mexican Desert/Sad Song (Single)
- 1975: Mayflower (Musical-LP)
- 1978: Austria-Fan-Chor/F.K. Austria Memphis-Song – Hey Prohaska (Text)
- 1979: Pop made in Austria – Warum bist du nur so gut?
- 1979: Robert Ponger – Robert Ponger (Texte und Melodien)
- 1981: U4 Live – Fever (Live)
- 1985: Austria für Afrika – Warum?
- 1986: Herbolzheimer Jr. - Herbolzheimer Jr. (Komplettes Album von Wilfried gesungen)
- 1986: Band für Steiermark – Erzherzog Johann Blues
- 1987: Meister Petz – PFAH (Des Pack I Net) (Text und Produktion)
- 1990: Georg Danzer – Wieder in Wien (Song: Schau Schatzi)
- 1992: Blues Live aus dem Orpheum – Tobacco Road
- 1993: Lichtermeer – Rock ’n’ Roll Pjevac ’93
- 1993: Die Leute von St. Benedikt (Soundtrack)
- 1996: Applaus – 25 Jahre da Hofer – Schen Dank
- 1996: Danke Danzer – Ollas leiwaund
- 2000: Marianne Mendt Freunde und Propheten (Song: Halt mich fest)
- 2000: Hit Power Project feat. Steirerbluat – Hexen (Text)
- 2002: Gino M. - Forever Austria
- 2004: LOLA! :kinks-klassiker von ambros bis wilfried (Song: Am Grabe des Clowns)
- 2005: Deine Hilfe wird gebraucht (Song: Deine Hilfe wird gebraucht)
- 2010: Binder & Krieglstein – Bratlgeiger
- 2011: Mad Town Dogs – Schattenstadt (Song: The Butterflies Are Gone)
- 2013: Opus & Friends – Live Liebenau 1985 (Songs: Telephone Terror/My Blue Suede Shoes, Südwind, Live Is Life)
- 2016: Steinbäcker – Ja eh (Song: Ja eh)
- 2016: Die Seer – Duette … bei uns daham (Song: Über’n See)

### Produzent
- 1979: Dagmar Rauscher – Love Train/Sea of Stars
- 1981: Fez – Fez the Night
- 1982: Claudia Robot – Alarmsignal
- 1983: Rucki Zucki Palmencombo – Ruck’n’Zuck! (Wild Friedproduktion)
- 1983: Tom Pettings Hertzattacken – Alles oder Nichts (Single)
- 1984: Superfeucht – Erdbeeren (Single)
- 1985: Superfeucht – Jetzt oder nie (LP)
- 1987: Ecco – Hexen
- 1987: Ecco – Jeder (Get Together, auch Text)
- 1988: Ecco – So schön (auch Text)
- 1989: Pure Laine – Morte Secura (Wild Friedproduktion)
- 2007: Polka Potente – Polka Potente

## Filmografie
- 1982: Neonmix
- 1986: Hilde, das Dienstmädchen
- 1987: Die Nachtmeerfahrt
- 198X: Der Leihopa
- 1993: Die Leute von St. Benedikt
- 199X: Kaisermühlen-Blues
- 2014: Antiheld

## Privates
Wilfried war seit 1982 mit Marina Tatic verheiratet, der gemeinsame Sohn Jovan Hanibal kam 1981 zur Welt. Er spielt den Kontrabass bei 5/8erl in Ehr’n. Wilfried lebte zuletzt mit seiner Familie in Pressbaum (Niederösterreich).
Seine Frau war 1977 bei der EAV als Sängerin und Kostümschneiderin engagiert worden. Sie wirkte unter anderem bei der Show Uschi im Glück und beim Album 1. Allgemeine Verunsicherung mit. 1979 stiegen beide bei der Band aus.